# Свен Берггрен
Свен Берггрен (швед. Sven Berggren, 12 серпня 1837 — 28 червня 1917) — шведський ботанік.

## Біографія
Свен Берггрен народився 12 серпня 1837 у Швеції. У 1880 році він був обраний до Шведської королівської академії наук. У 1883 році Берггрен став професором Лундського університету, а згодом професором Уппсальского університету.
Свен Берггрен провів експедиції на Шпіцберген у 1868 році, у Гренландію у 1870, у Нову Зеландію, Австралію, Каліфорнію та на Гаваї у 1873 році.
Зразки, зібрані Берггреном, зберігаються у Лундському університеті.

## Публікації
- Musci et Hepaticæ Spetsbergenses — Bericht über die Untersuchung den Moosflora Spitzbergens und Beeren-Eilands während der schwedischen Expeditionen 1864 und 1868, und Verzeichniss den dort gesammelten Arten. Kungliga svenska Vetenskapsakademiens Handlingar N.S., vol. 13 (7), Stockholm, 1875.
- Undersökning af mossfloran vid Disko-bugten och Auleitsivikfjorden i Grönland. Kungliga svenska Vetenskapsakademiens Handlingar N.S., vol. 13 (8), Stockholm, 1875.
- On New Zealand Hepaticæ I. Lund, 1898.